# August Theodor Goebel
August Theodor Goebel (* 17. März 1829 in Gelenau bei Kamenz; † 31. März 1916 in Stuttgart) war ein deutscher Drucker und Autor.

## Leben
Nach dem Erlernen der Buchdruckerei arbeitete Goebel seit 1848 in verschiedenen Dresdner Druckereien (Blochmann & Sohn, Heinrich in Neustadt-Dr., Meinhold & Söhne), dann ab 1850 in mehreren deutschen Städten, in Paris und London. Er wurde Faktor bei Drugulin in Leipzig, 1859 Geschäftsführer der Müllerschen Buchdruckerei in Riga, kehrte 1871 nach Deutschland zurück und übernahm die Redaktion des Journals für die Buchdruckerkunst in Braunschweig. Durch seine Arbeiten über alle Fortschritte der Typographie verhalf er dem Fachblatt zu einer führenden Stellung. Er lebte bis 1874 in Coburg und siedelte dann nach Stuttgart über. Seit 1879, als er die Redaktion des Journals für die Buchdruckerkunst niederlegte, arbeitete er für die meisten graphischen Fachblätter und lieferte eine Reihe wichtiger Publikationen, wie über den Satz des Englischen. und die Buchdruckerfarbe. Von dem Abreißkalender der Firma Jänecke und Schneemann in Hannover bearbeitete er 15 Jahrgänge, die auch in Buchform erschienen.

## Ehrungen
Die Stadt Kamenz ehrte Theodor Goebel, indem sie eine Straße nach ihm benannte und ihn zum Ehrenbürger ernannte.

## Veröffentlichungen
- Über den Satz des Englischen mit besonderer Berücksichtigung der Theilung der Worte. Für Correctoren und Setzer. Separatdruck aus dem Archiv für Buchdruckerkunst. A. Waldow, Leipzig 1865.
- Friedrich Koenig und die Erfindung der Schnellpresse. Ein Gedenkblatt zum 17. April 1875. Separat-Abbruck aus dem Journal für Buchdruckerkunst. Joh. Heinr. Meyer, Braunschweig 1875.
- Friedrich König und die Erfindung der Schnellpresse. Stuttgart 1883; 2. Aufl. Volksausgabe. Krais, Stuttgart 1906; Schnellpressenfabrik Koenig & Bauer AG, Würzburg 1956.
- Gedenkbuch der Druckmaschinen-Fabrik von Koenig & Bauer zu Kloster Oberzell bei Würzburg. Selbstverlag der Fa. Koenig & Bauer, Oberzell 1898
- Katalog der Graphischen Ausstellung der Württembergischen Buch- und Druck-Gewerbe. Zur Feier des 25jährigen Regierungs-Jubiläums Sr. Majestät des Königs Karl. Greiner & Pfeiffer, Stuttgart 1889.
- Die Maschinenfabrik Johannisberg Klein, Forst & Bohn Nachfolger zu Geisenheim a. Rh. 1846–1896. Selbstverlag, Geisenheim a. Rh. 1897.
- Die graphischen Künste der Gegenwart. herausgegeben von Krais. Krais, Stuttgart 1895 (digi.ub.uni-heidelberg.de Digitalisat 2018); neue Folge Krais, Stuttgart 1902.
- Musterdrucke auf Straßburger Special-Papieren. Sammlung hervorragender Kunstblätter. Hergestellt unter Anwendung der wichtigsten graphischen Verfahren. Straßburg – Ruprechtsau, Neue Papier-Manufaktur 1900.
- Karl Krause und sein Werk. Die Maschinenfabrik Karl Krause, Leipzig. Zur Feier des Jubiläums des 50jährigen Bestehens der Fabrik. Verlag der Maschinenfabrik Karl Krause, Leipzig 1905.
- Zellstafffabrik Waldhof 1884–1909. Zellstafffabrik Waldhof, Mannheim 1909.

## Dokumentation
- Landesarchiv Baden-Württemberg. Hauptstaatsarchiv Stuttgart. J 191 Zeitungsausschnittsammlung zur Personengeschichte. (landesarchiv-bw.de)
- Buchgewerbe: Buchdruck und Buchhandel, graphische Künste und Druckverfahren, Buchausstattung, Originaleinbände, Bibliographie, Zeitschriften; zum Teil aus der Bibliothek des bekannten Fachschriftstellers Theodor Goebel, Stuttgart. Katalog 474. Karl W. Hiersemann, Leipzig 1919.